# Ruschia senaria
Ruschia senaria är en isörtsväxtart som beskrevs av L. Bol. Ruschia senaria ingår i släktet Ruschia och familjen isörtsväxter. Inga underarter finns listade i Catalogue of Life.